# Hong Kong International Airport

i7
i11
i13
Der Hong Kong International Airport (HKIA, chinesisch 香港國際機場 / 香港国际机场, Pinyin Xiānggǎng Guójì Jīchǎng, Jyutping Hoeng1gong1 Gwok3zai3 Gei1coeng4, IATA-Code: HKG, ICAO-Code: VHHH) ist der größte Flughafen Hongkongs und der größte Frachtflughafen der Welt. Er ist auch als Flughafen Chek Lap Kok (赤鱲角機場 / 赤鱲角机场,  Chìlièjiǎo Jīchǎng, Jyutping Cek3laap6gok3 Gei1coeng4) bekannt, um ihn von seinem Vorgängerflughafen Kai Tak zu unterscheiden, den er 1998 ersetzte.
Im Jahr 2019 erzielte er ein Passagieraufkommen von 71,5 Millionen und war damit nach Peking und Shanghai der drittgrößte Flughafen der VR China. Der Hongkonger Flughafen ist Luftfahrt-Drehkreuz und Heimatflughafen der vier Passagierfluggesellschaften Cathay Pacific, Hong Kong Express Airways, Hong Kong Airlines und Greater Bay Airlines neben der Frachtfluggesellschaft Air Hong Kong. 2021 hat der Hongkonger Flughafen als weltweit größter Frachtflughafen fünf Millionen Tonnen Fracht umgeschlagen mit einem Zuwachs von plus 12,5 Prozent gegenüber dem Vorjahr. (Stand Juli 2022)

## Geschichte

### Hintergrund
Der alte und inzwischen geschlossene Flughafen Kai Tak war maßlos überfüllt und extrem ausgelastet. Die Anwohner Kowloons – insbesondere im Stadtteil Kowloon City – beschwerten sich über den Fluglärm, und bei den Piloten war er wegen des schwierigen Landeanflugs zwischen Bergen (siehe Checkerboard Hill) und Hochhäusern berüchtigt. Somit entschloss man sich zum Bau eines neuen Flughafens.

### Finanzierung
Die Briten mussten die ehemalige Kronkolonie Hongkong bis 1997 verlassen, da nach 99 Jahren die Pachtverträge über die zusätzlichen Gebiete nördlich von Hong Kong Island und ein Teil des heutigen Kowloon, das verwaltungstechnisch sogenannte New Kowloon und New Territories genannt, mit der chinesischen Regierung ausliefen. Hongkong verfügte Ende der 1980er Jahre über einen großen Haushaltsüberschuss, der laut Vertrag nicht nach Großbritannien ausgeführt werden durfte. Die scheidenden Kolonialherren entschieden sich daher dafür, einen großen Teil für die Errichtung des neuen internationalen Flughafens zu verwenden, um so Hongkong seine Rolle als Drehkreuz des asiatischen Luftverkehrs zu bewahren und der Stadt gute Voraussetzungen für ihr weiteres wirtschaftliches Gedeihen zu verschaffen.

### Standortsuche

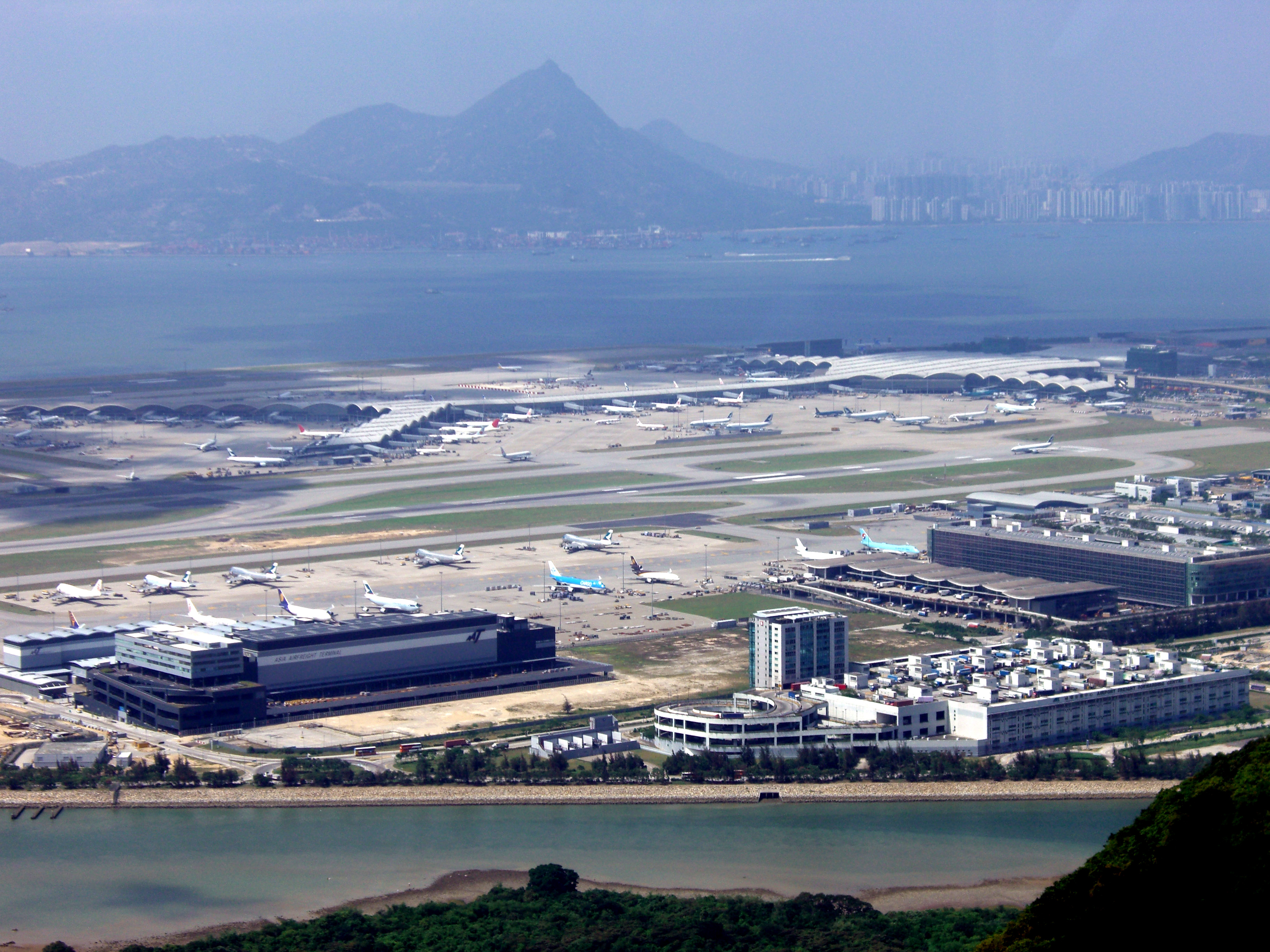
Der Hong Kong International Airport von einer Gondel der Ngong-Ping-360-Seilbahn aus gesehen, 2007

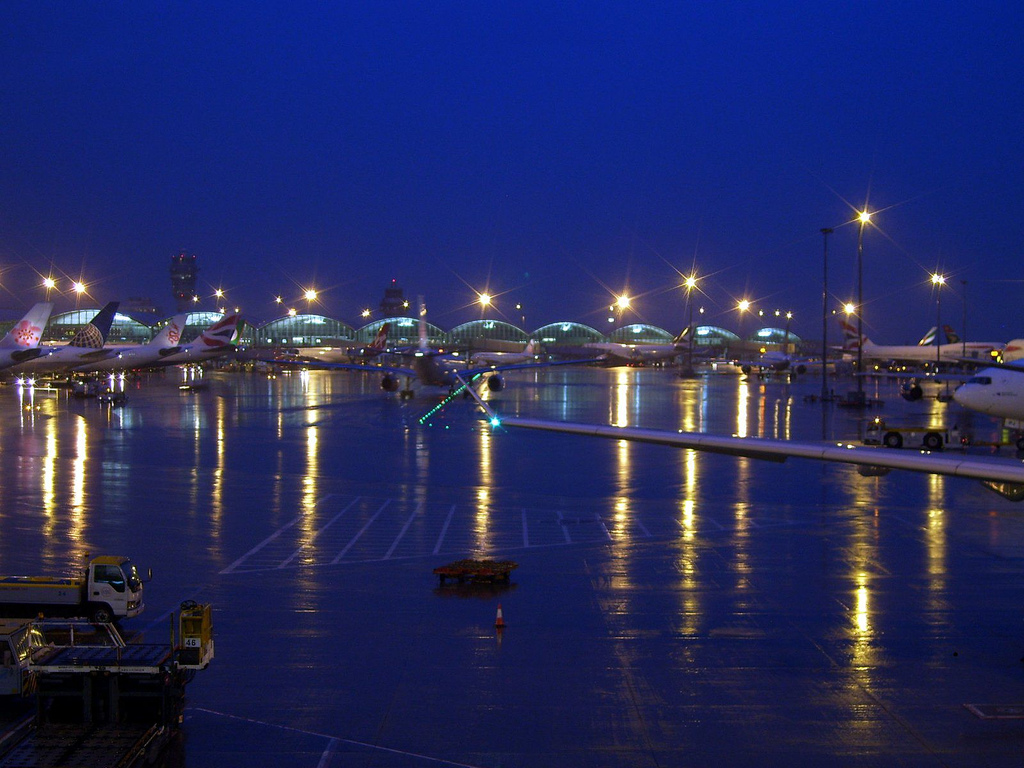
Blick auf das Vorfeld des Flughafens bei Nacht, 2006

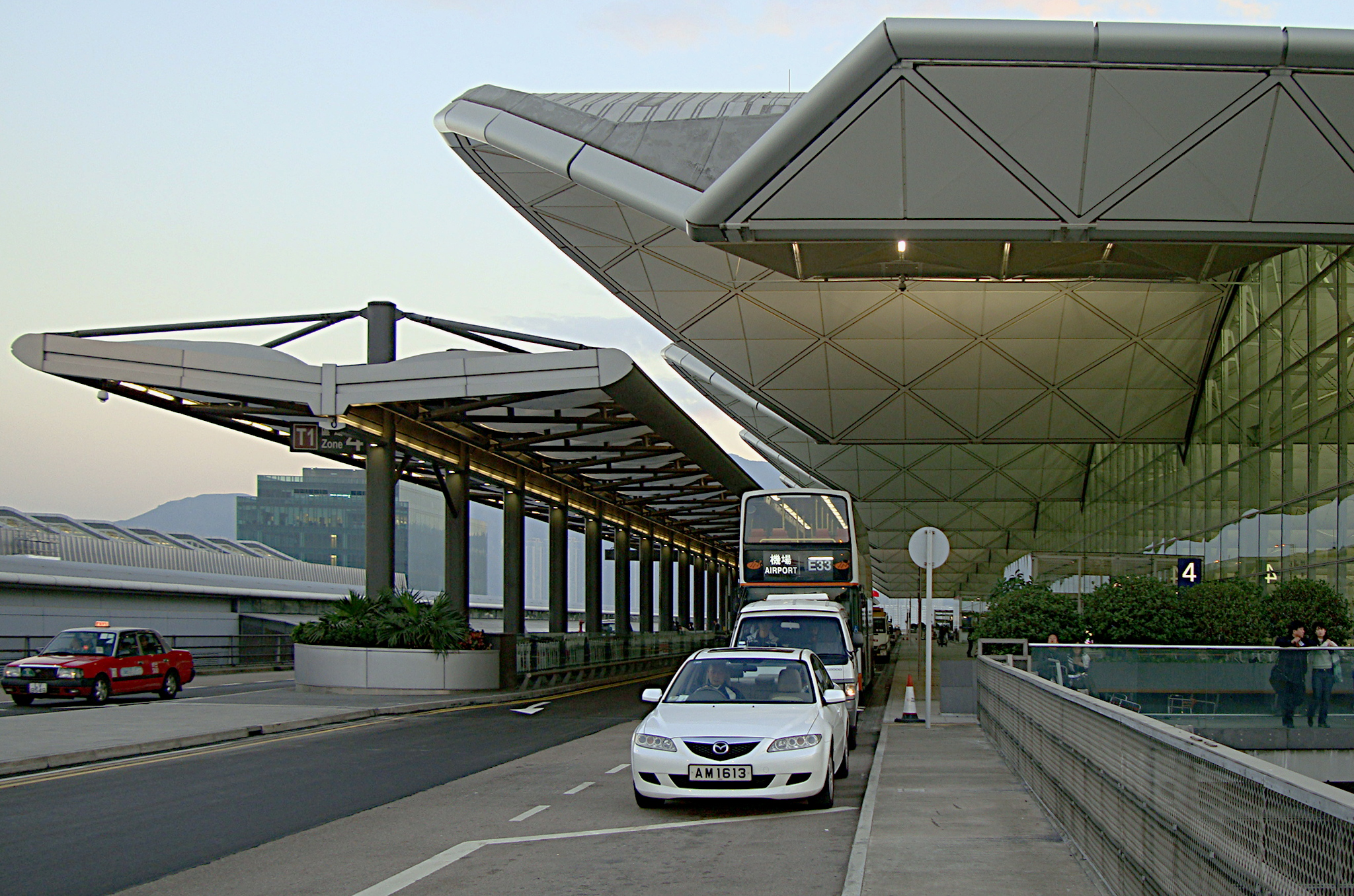
Terminal 1 Seitenansicht – Abflugebene-Eingang – Hong Kong International Airport, 2008

Ursprünglich sollte die westlich vom Stadtzentrum gelegene Insel Lantau abgetragen werden. Des reichen historischen Erbes auf Lantau wegen kam man nach zahlreichen Protesten wieder davon ab. Man wählte stattdessen als Standort die etwas nördlich davon gelegene Insel Chek Lap Kok, ebenfalls ein beliebtes Naherholungsgebiet mit nur wenig Einwohnern. Die Insel war vorher bis zu 100 Meter hoch; sie wurde bis auf eine Höhe von sieben Metern über Meeresspiegel abgetragen und der Aushub ins Meer verkippt. Insgesamt sind so 1255 ha Bodenfläche durch Landgewinnung entstanden. Vorteil der ausgesetzten Lage des Flughafens ist seine unverbaubare Wasserumgebung und seine relativ lärmschonende Stadtrandlage bei guter Erreichbarkeit über eine Schnellstraße.

### Bauarbeiten
Am neuen Flughafen wurde von 1990 bis Juli 1998 gebaut. Die Arbeiten verliefen ohne größere Vorkommnisse. Die Baukosten betrugen insgesamt rund 20 Milliarden US-Dollar. Zunächst wurde die Insel Chek Lap Kok abgetragen, anschließend die ersten Flughafengebäude sowie der Transportkorridor aus jeweils zwei Tunneln, Brücken (Tsing-Ma-Brücke, Ting-Kau-Brücke) und Hochgeschwindigkeits-Bahnanlagen (Airport Express) errichtet. Am Bauprojekt beteiligten sich vier Hauptparteien, darunter die Regierung Hongkongs. Es wurden über 200 Verträge mit Bauunternehmen abgeschlossen.

### Fertigstellung
Mit der Inbetriebnahme des Flughafens auf Chek Lap Kok wurde der Verkehr auf dem alten Flughafen Kai Tak eingestellt. Am Morgen des 6. Juli 1998 landete eine Boeing 747 der Cathay Pacific Flug CX889, aus New York kommend, als erster Linienflug mit Passagieren auf dem neuen Hong Kong International Airport. In der Nacht zuvor war das aus über 1200 Fahrzeugen bestehende Flughafeninventar in einem Konvoi vom Kai Tak zum neuen Flughafen gefahren worden. Der Flugverkehr von und nach Hongkong war somit nicht unterbrochen, allerdings fiel kurz darauf das Flight Information Display System aus, was zu Verspätungen beim Passagierverkehr führte. Am Luftfrachtterminal Super Terminal One (ST1) fiel das System zur automatischen Erfassung und Abwicklung der Fracht aus. Das Personal kam manuell nicht mit der Abwicklung des Frachtguts nach, sodass der Frachtverkehr kurzzeitig ausgesetzt wurde. Bis Ende August wurde alle Luftfracht zur Abwicklung zum alten Frachtterminal am Flughafen Kai Tak gebracht.

### Entwicklung seit 1998
Der Flughafen Hongkong wird für China, Asien und die Welt immer wichtiger. Innerhalb von fünf Flugstunden kann ungefähr die Hälfte der Weltbevölkerung erreicht werden; für viele Touristen ist der Flughafen das Einfallstor nach China.

#### Umweltschutz
Nach eigenen Angaben setzt der Flughafen neue Maßstäbe für den Umweltschutz. Unnötiger Fluglärm sowie Luft- und Wasserverschmutzung werden vermieden. Darüber hinaus konnten in den letzten Jahren über 5400 Tonnen Abfall wiederverwertet werden. Der Flughafen beteiligt sich an zahlreichen Umweltschutzaktionen.

### Ausbau
Prognosen sagen für Hongkong im Jahr 2030 ein Fluggastaufkommen von bis zu 100 Millionen Passagieren und ein Frachtaufkommen von bis zu neun Millionen Tonnen pro Jahr vorher. Der Masterplan für 2020 sah vor den Terminal durch geringfügigen Ausbau auf eine Kapazität von 61 Millionen Passagieren jährlich zu erweitern, was aber als bei weitem nicht ausreichend angesehen wurde. Ab 2016 wurde damit begonnen, zusätzliche 650 Hektar Land aufzuschütten, um nördlich der bisherigen Nordbahn Platz für weitere Terminals und eine dritte, ebenfalls 3800*60 m große Landebahn zu schaffen. Im Juli 2022 wurde die bisherige Nord- zur Centerbahn umbenannt, und die neue Nordbahn in Betrieb genommen, während die neuen Terminalkapazitäten, Gepäckfördersysteme und ein Personenbeförderungssystem (auch Peoplemover, englisch People Mover; Passenger Transport System, PTS) erst ab 2024 zur Verfügung stehen sollen. Zeitgleich erhielten alle sechs (3 Landebahnen zu je zwei Anflugrichtungen) möglichen Anflugrichtungen eine modernisierte Anflugbefeuerung, welche Schlechtwetter-Anflüge bis zu Cat. III zulässt. Zuvor war dies nur für den Anflug 25R möglich, die übrigen Anflüge waren lediglich für Cat. II zertifiziert, welche bessere Wetterbedingungen einfordert.
Die Ausbaukosten werden auf 141,5 Mrd. HK-$ (ca. 16,5 Mrd. €) geschätzt.

## Terminals

Flughafendiagramm

Der Hong Kong International Airport hat zwei Terminals sowie zwei Concourses, welche mit Terminal 1 verbunden sind. Zwischen beiden Terminals sind es etwa drei Minuten zu Fuß. Die Terminals liegen zwischen den der mittleren und südlichen Start- und Landebahn.

### Architektur
Der Bau des Flughafens war damals eines der größten Architekturprojekte weltweit. Der Architekt des Flughafens, Norman Foster, wurde durch die Ingenieure vom Tragwerksplanerbüro Ove Arup & Partner unterstützt.
Das Ende des 20. Jahrhunderts erbaute, Y-förmige Hauptterminal mit seinen 75 Flugsteigen wird von einem Dach aus gekrümmten Stahlschalen überspannt. Es ist mit 1270 Metern Länge eines der längsten Einzelgebäude der Welt. Die moderne Architektursprache wurde seitdem auf alle folgenden Gebäude übertragen.

### Terminal 1

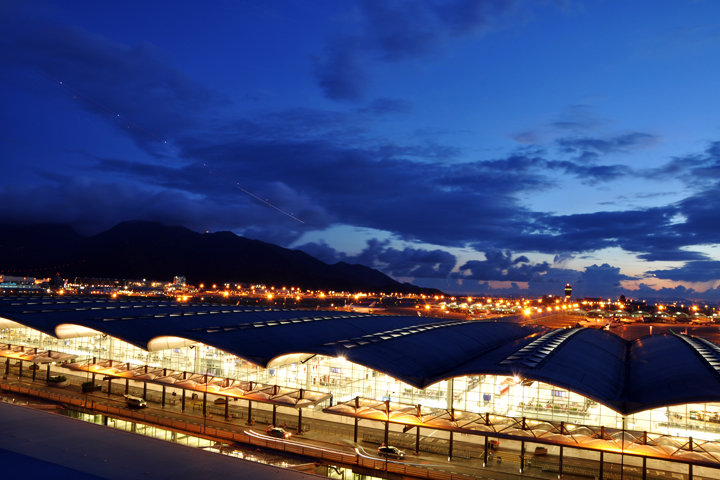
Terminal 1 bei Nacht

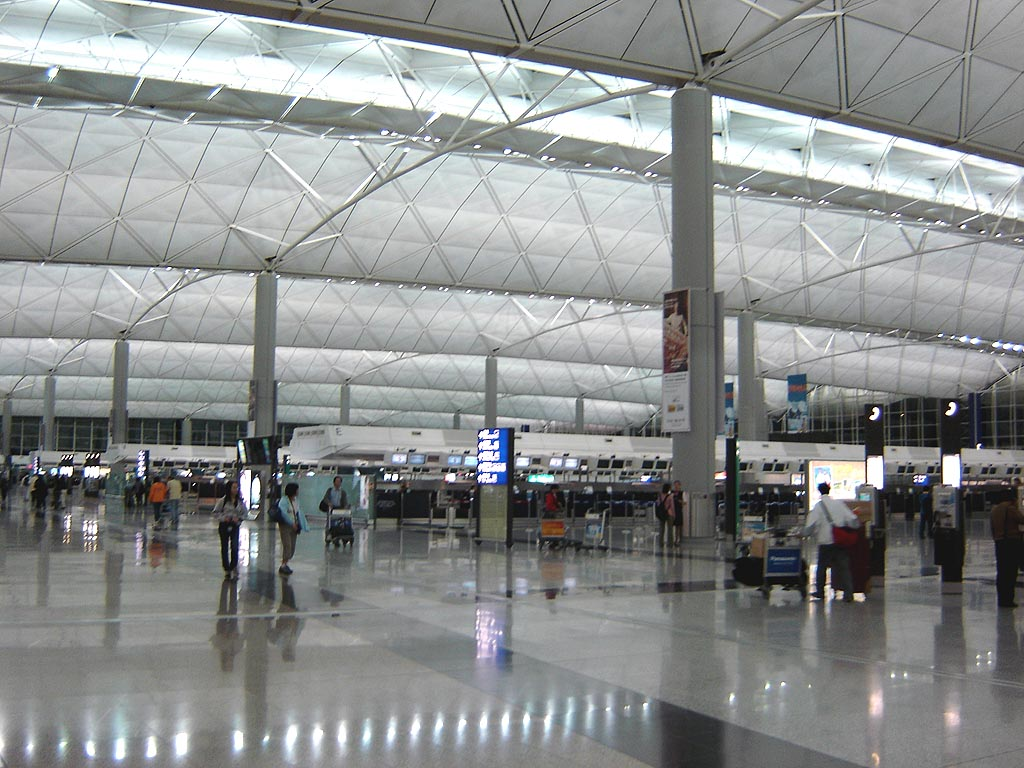
Terminal 1, Check-In-Halle

Das Y-förmige Terminal 1 hat drei Etagen: Auf Level 5 befindet sich die Ankunftshalle, auf Level 6 die Abflughalle. Auf Level 7 befinden sich die Check-in-Schalter der Fluglinien. Die West Hall und die East Hall im Erdgeschoss sind miteinander durch den Automated People Mover (APM) verbunden. Eine 750 Meter lange Bahnstrecke verbindet alle 2 Minuten den West- mit dem Ostteil des Terminal 1.
Am Terminal 1 werden überwiegend Langstreckenflüge abgefertigt.

### T1 Satellite Concourse

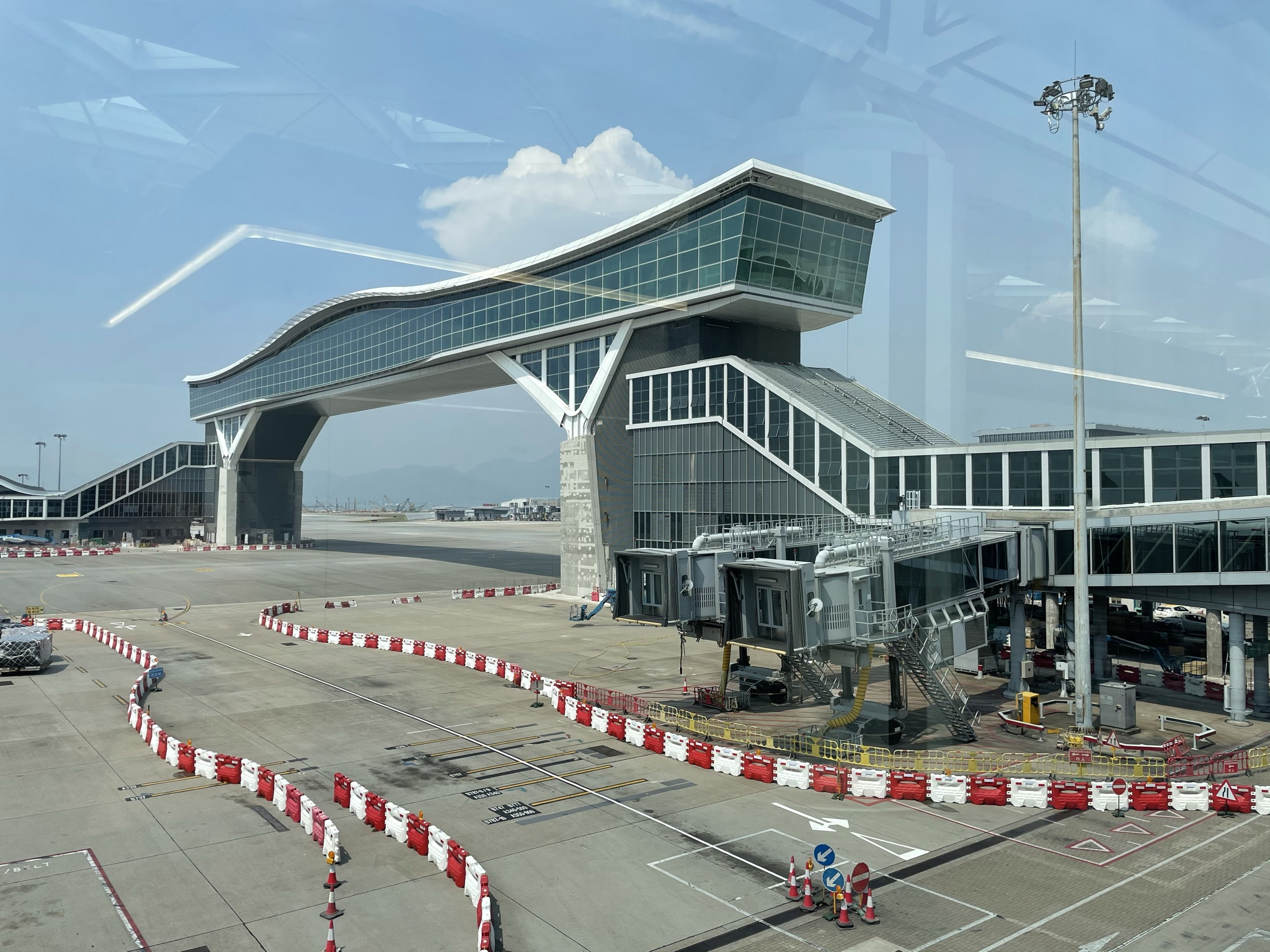
Skybridge zwischen T1 Satellite Concourse und Terminal 1

Während es vor seiner Eröffnung im Jahr 2009 noch North Satellite Concourse hieß, dient das zweistöckige, 20.000 m² große Gebäude gegenwärtig der Abfertigung von Schmalrumpfflugzeugen. Im Herbst 2022 wurde es über eine Skybridge mit Terminal 1 verbunden. Dies erspart die zuvor benötigten Shuttle-Busfahrten.

### T1 Midfield Concourse

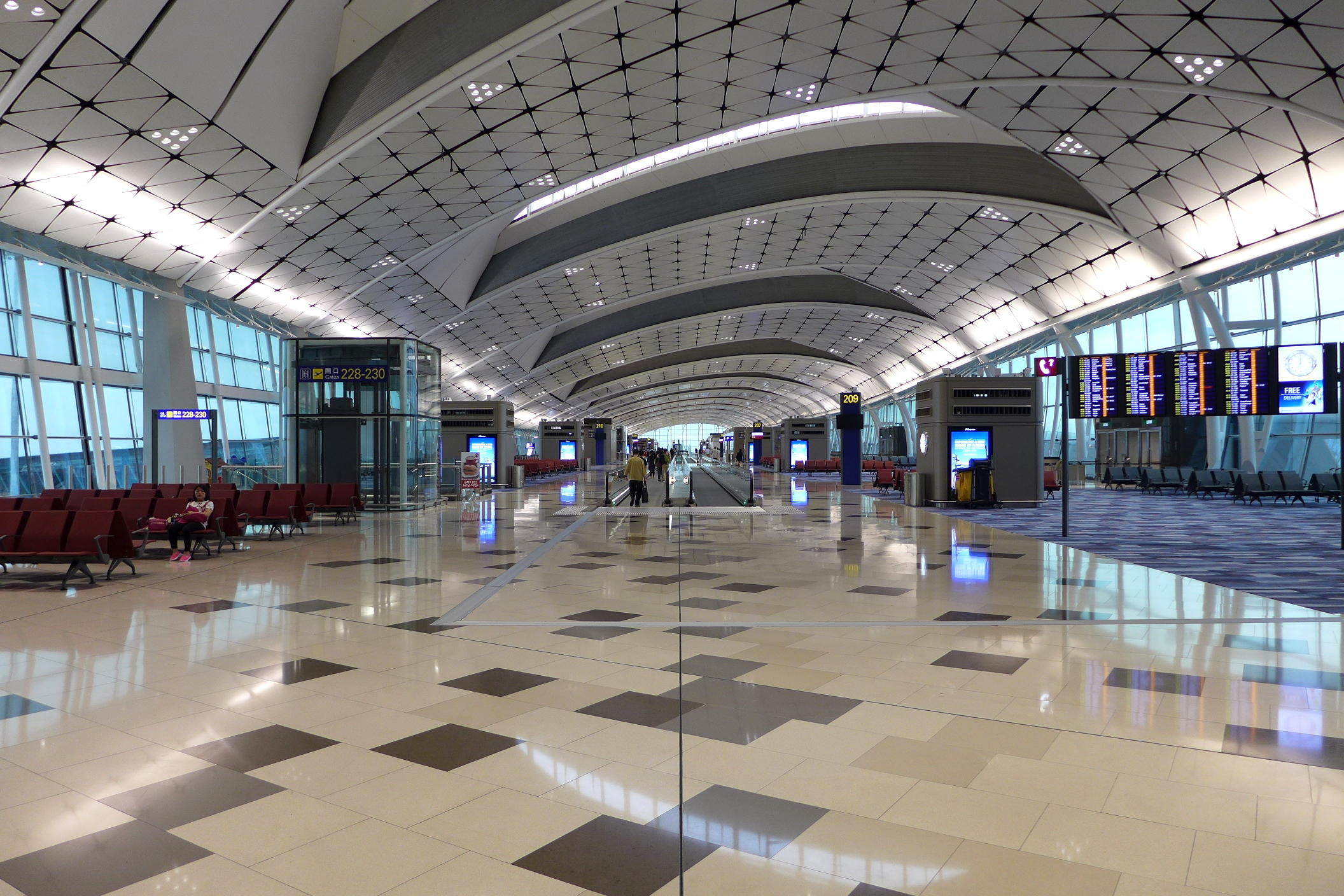
Innenansicht des T1 Midfield Concourse

Der westlich von Terminal 1 gelegene Midfield Concourse wurde im Dezember 2015 in Dienst gestellt und ist mit 20 Gates für Großraumflugzeuge ausgestattet. Das Gebäude ist über den APM an Terminal 1 angebunden.

### Terminal 2

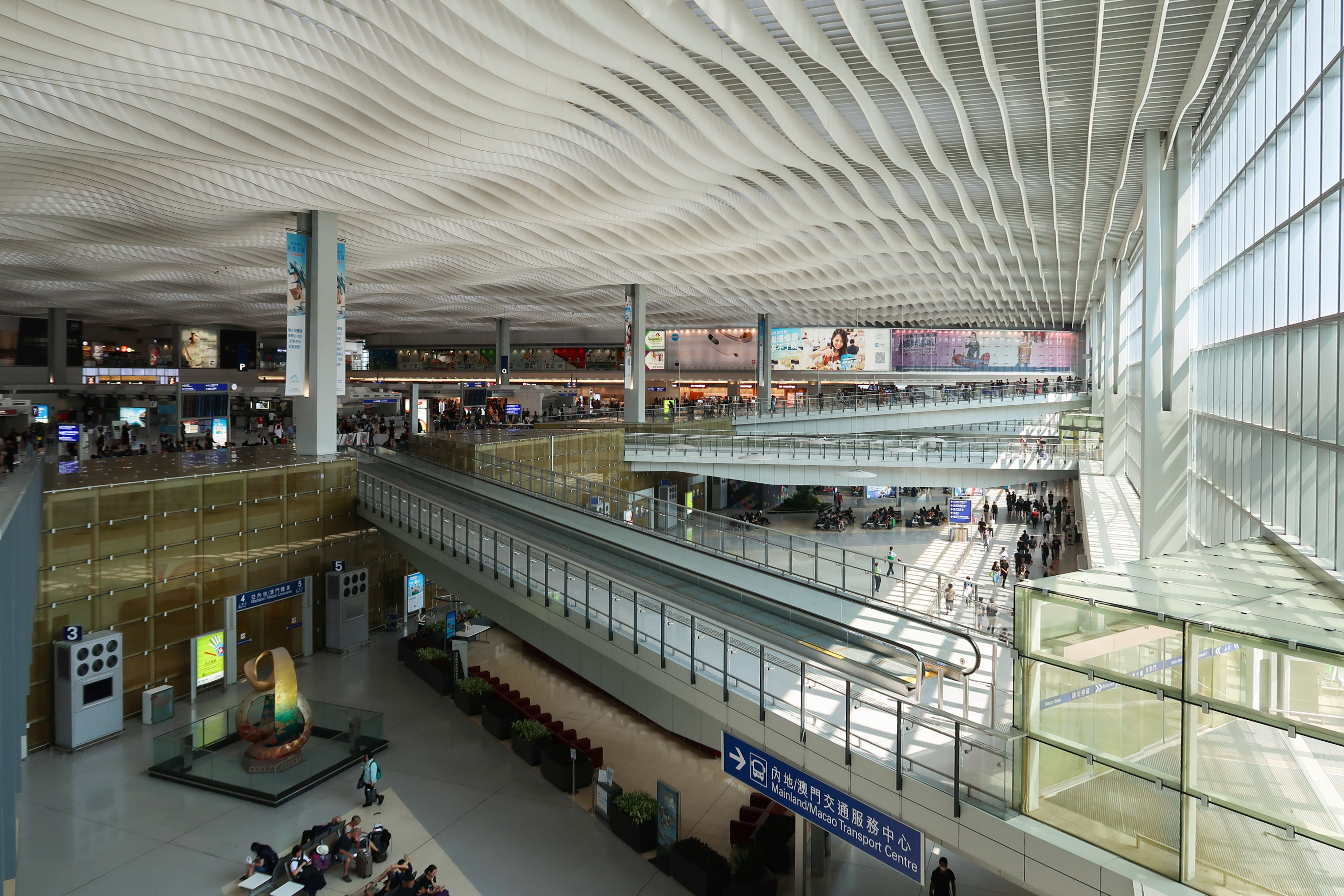
Innenansicht von Terminal 2

Im 2007 eröffneten Terminal 2 des Flughafens befinden sich keine Gates. Ein zweiter Automated People Mover bringt die Fluggäste nach Check-in und Sicherheitskontrolle an den APM in Terminal 1. Von dort aus sind alle Gates erreichbar. Die Station des Airport Expresses befindet sich zwischen den beiden Terminals. Der Ausstieg ist zu beiden Terminals möglich. Das Terminal grenzt an die AsiaWorld-Expo sowie an den Geschäftsbereich SkyPlaza. Terminal 2 wurde im November 2019 wegen seiner Erweiterung vorübergehend geschlossen, um Abflug- und Ankunftsmöglichkeiten für das neue Satellitenterminal vom Drei-Landebahn-System bereitzustellen.
Auf Level 6 des Terminal 2 befinden sich Aufenthaltsmöglichkeiten und Lounges, unter anderem von Cathay Pacific, Mandarin Airlines, Air Niugini, Emirates oder Singapore Airlines.
Am Terminal 2 werden Flüge nach China, Asien und auch Südafrika abgefertigt.

### Einrichtungen und Ausstattung
Die 288 Check-in-Schalter und 80 Zollstellen ermöglichen eine schnelle Passagierabfertigung. Die Rolltreppen- und Fahrsteiganlagen sind zusammen über 2,5 Kilometer lang. In den Terminals befinden sich über 120 Geschäfte und Restaurants mit asiatischen und westlichen Speisen. Weiterhin gibt es medizinische Einrichtungen, eine Gepäckaufbewahrung, Konferenzräume, Spielbereiche für Kinder, Ruhebereiche, Gebetsräume für alle Religionen, Internetzugang und Lounges. Fast alle Rolltreppen, Aufzüge und Parkplätze sind behindertengerecht ausgestattet. Im gesamten Flughafen gibt es kostenlosen WLAN-Zugang.

#### Gepäckfördersystem
Die niederländische Firma Vanderlande ist für die Gepäckförderanlagen zuständig. 24 Kilometer Gepäckband verbinden alle Check-in-Schalter mit den Flugzeugabfertigungszweigen. Außerdem kann Gepäck eingeschleust werden, das an einem der beiden großen Bahnhöfe Hongkongs aufgegeben wurde. In einem fünfstufigen Sicherheitsverfahren wird das Gepäck durchleuchtet. Auf 100 Wartebahnen können bis zu 4000 Gepäckstücke bis zu zwei Tage auf ihren Flug warten. Insgesamt kann die Anlage fast 20.000 Gepäckstücke in der Stunde abfertigen.

### Frachtanlagen
Die Frachtanlagen des HKIA befinden sich auf dem südlichen Teil des Flughafengeländes, insgesamt besitzt der internationale Flughafen von Hongkong über 50 Stellplätze für Frachtflugzeuge und eine Kapazität von über 7 Millionen Tonnen Fracht.

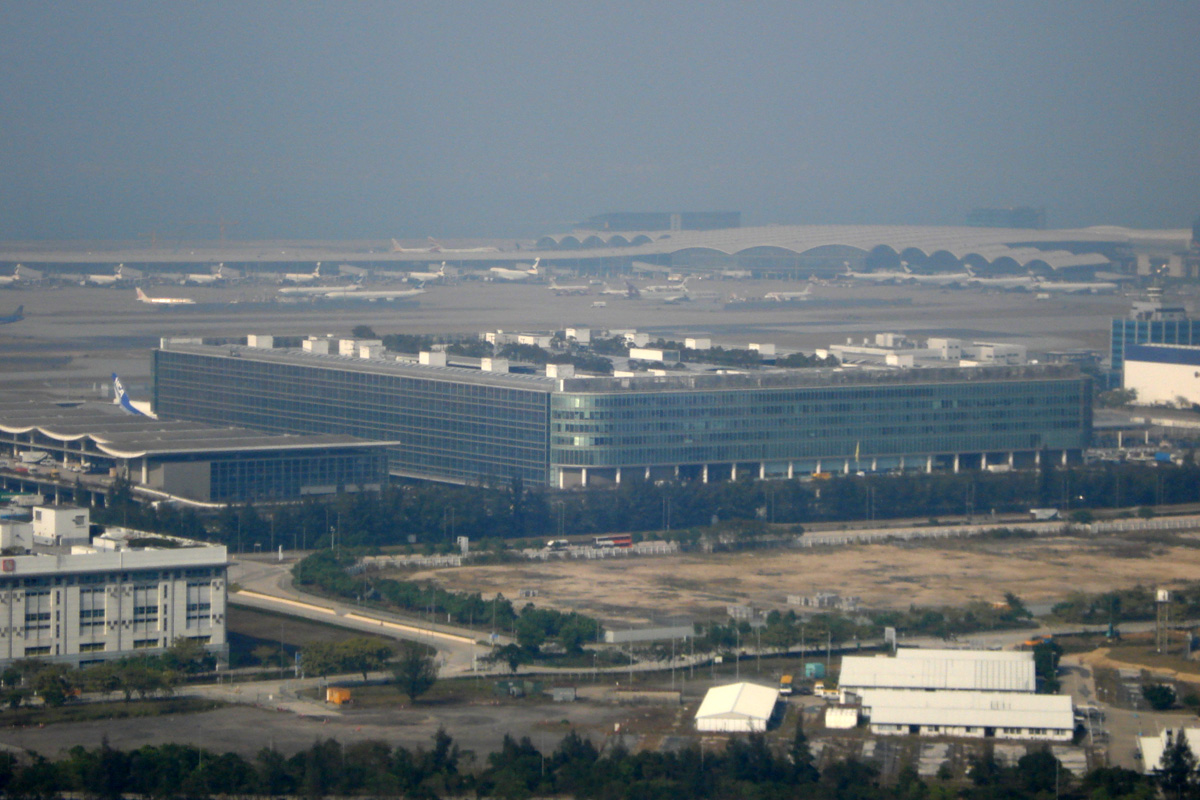
SuperTerminal 1

Das im Jahr 1998 erbaute SuperTerminal 1, welches von Hong Kong Air Cargo Terminals Limited betrieben wird, ist mit einer Größe von über 170.000 m² und einer Auslegung für 3,5 Millionen Tonnen Fracht das größte Frachtterminal der Welt.

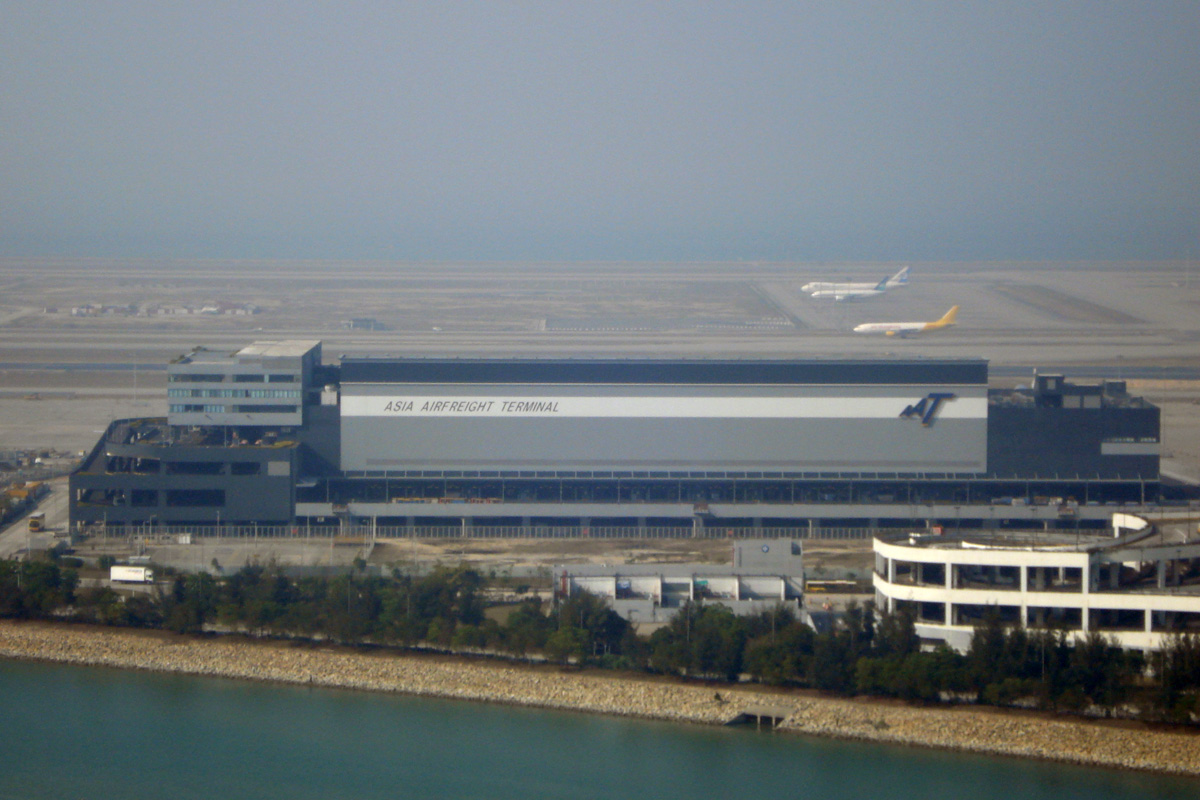
Asia Airfreight Terminal

Im selben Jahr nahm Terminal 1 der Asia Air Freight Company Limited den Betrieb auf, in Kombination mit dem 2006 erbauten Terminal 2 besteht seitdem unter dem Namen Asia Airfreight Terminal eine Kapazität für 1,5 Millionen Tonnen Fracht.
DHL betreibt seit 2004 ihr Drehkreuz für Ostasien, Central Asia Hub genannt, in Hongkong. Die Anlagen sind nach mehrfacher Erweiterung für eine Durchlaufleistung von 125.000 Sendungen pro Stunde ausgelegt.

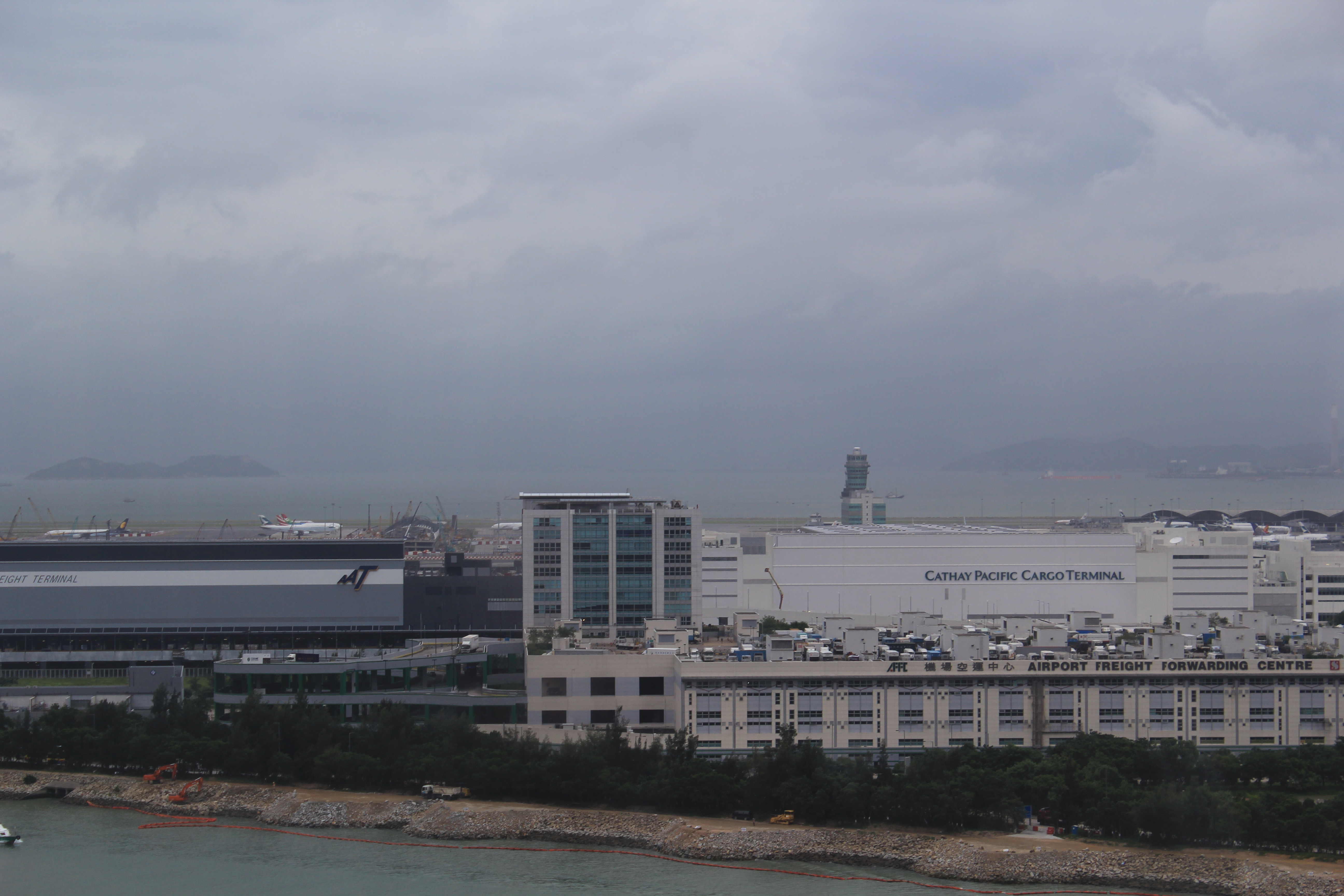
Cathay Pacific Cargo Terminal

Cathay Pacific Cargo nutzt das im Jahr 2013 in Dienst gestellte Cathay Pacific Cargo Terminal. Mit einer Nutzlast von 2,6 Millionen Tonnen Fracht ist es ebenfalls eines der größten seiner Art.
Darüber hinaus betreibt die Hongkong Post seit der Eröffnung des Flughafens das Air Mail Centre, welches täglich bis zu 700.000 Poststücke handhabt.

## Start- und Landebahnen
Die drei zueinander parallelen Runways verlaufen in Nordost-Südwest-Richtung. Sie sind jeweils 3800 Meter lang und 60 Meter breit. Deshalb können alle heutigen Flugzeugtypen, auch der Airbus A380, dort starten und landen.
| Bezeichnung | Alternativ     | Maße in Metern | Belag   | Ausrichtung     | Inbetriebnahme | Bemerkung | Quelle |
| ----------- | -------------- | -------------- | ------- | --------------- | -------------- | --- | ------ |
| 07L/25R     | North Runway b | 3800 × 60      | Asphalt | Nordost-Südwest | 2022 c         | seit dem 8. Juli 2022 im offiziellen Betrieb c                                                                           | s. U.  |
| 07C/25C a   | Centre Runway  | 3800 × 60      | Asphalt | Nordost-Südwest | 1998           | war vom 8. Juli 2022 bis zur Wiederinbetriebnahme am 28. November 2024 wegen Maßnahmen zur Rekonfiguration außer Betrieb | s. U.  |
| 07R/25L     | South Runway   | 3800 × 60      | Asphalt | Nordost-Südwest | 1998           | – | s. U.  |

Quelle:

## Verkehrsanbindung
Als Straßenverbindung bündelt die Route 8 ab der Insel Tsing Yi eine ganze Palette von Zubringerstraßen aus den nördlichen, östlichen und südlichen Bereichen der Millionenstadt. Die Fahrt in Küstennähe gilt als eine der landschaftlich schönsten Strecken zu einem Flughafen.

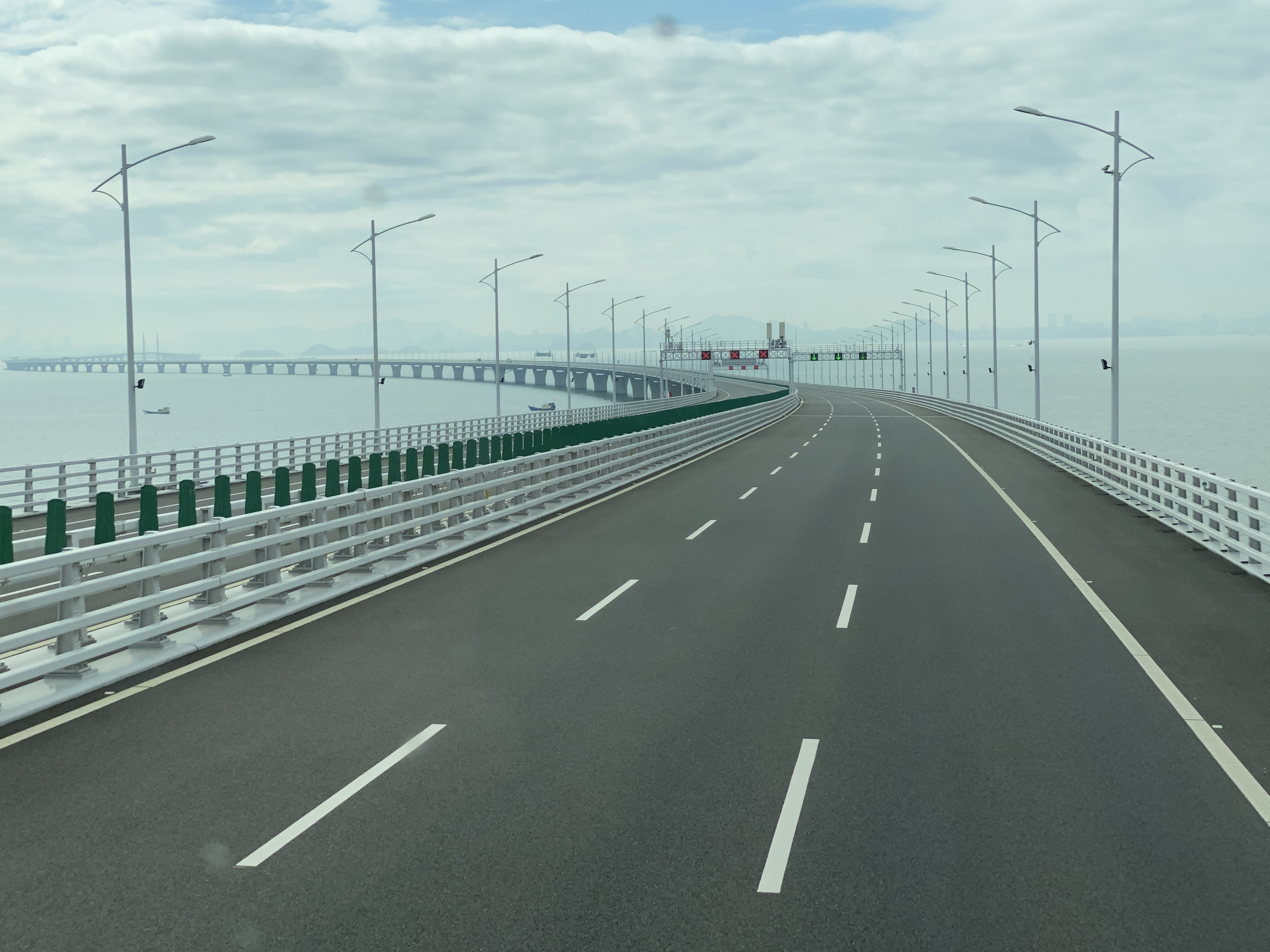
Straßenverlauf der Perlflussdelta-Ringautobahn unweit des Flughafens

Der Flughafen Hongkong sowie die ihn umgebenden Geschäfts- und Logistikanlagen wurden infrastrukturell sukzessive verbessert angebunden. Seit der Eröffnung der Hongkong-Zhuhai-Macau-Brücke besteht eine direkte Straßenverbindung nach Macau und Zhuhai, über den Tuen Mun–Chek Lap Kok Link sind die New Territories ebenfalls unmittelbar erschlossen. Beide Verkehrsstränge verlaufen über die Hong Kong Boundary Crossing Facilities, einer dem Flughafen vorgelagerten, künstlichen Insel.
Der Airport Express der Hongkonger U-Bahn (MTR) benötigt 24 Minuten für die 35 Kilometer lange Strecke vom Flughafen nach Central.

Schematische Darstellung des U-Bahnanschlusses

Die meist doppelstöckigen Flughafenbusse bieten ein flächendeckendes Angebot an Verbindungen vom und zum Flughafen.
Die fünfsitzigen roten Taxis sind zahlenmäßig am meisten vertreten und bedienen alle Gebiete innerhalb Hongkongs, ausschließlich Südlantaus und der Tung Chung Road. Die grünen Taxis bedienen nur die New Territories. Die blauen Taxis bedienen alle Fahrziele innerhalb Lantaus und Chek Lap Koks.
Am SkyPier (海天客運碼頭) verbinden Schnellfähren (englisch Speed Ferries) den Flughafen unter anderem mit den Städten Dongguan, Guangzhou (Kanton), Macau, Shenzhen, Zhongshan und Zhuhai.

## Fluggesellschaften und Ziele

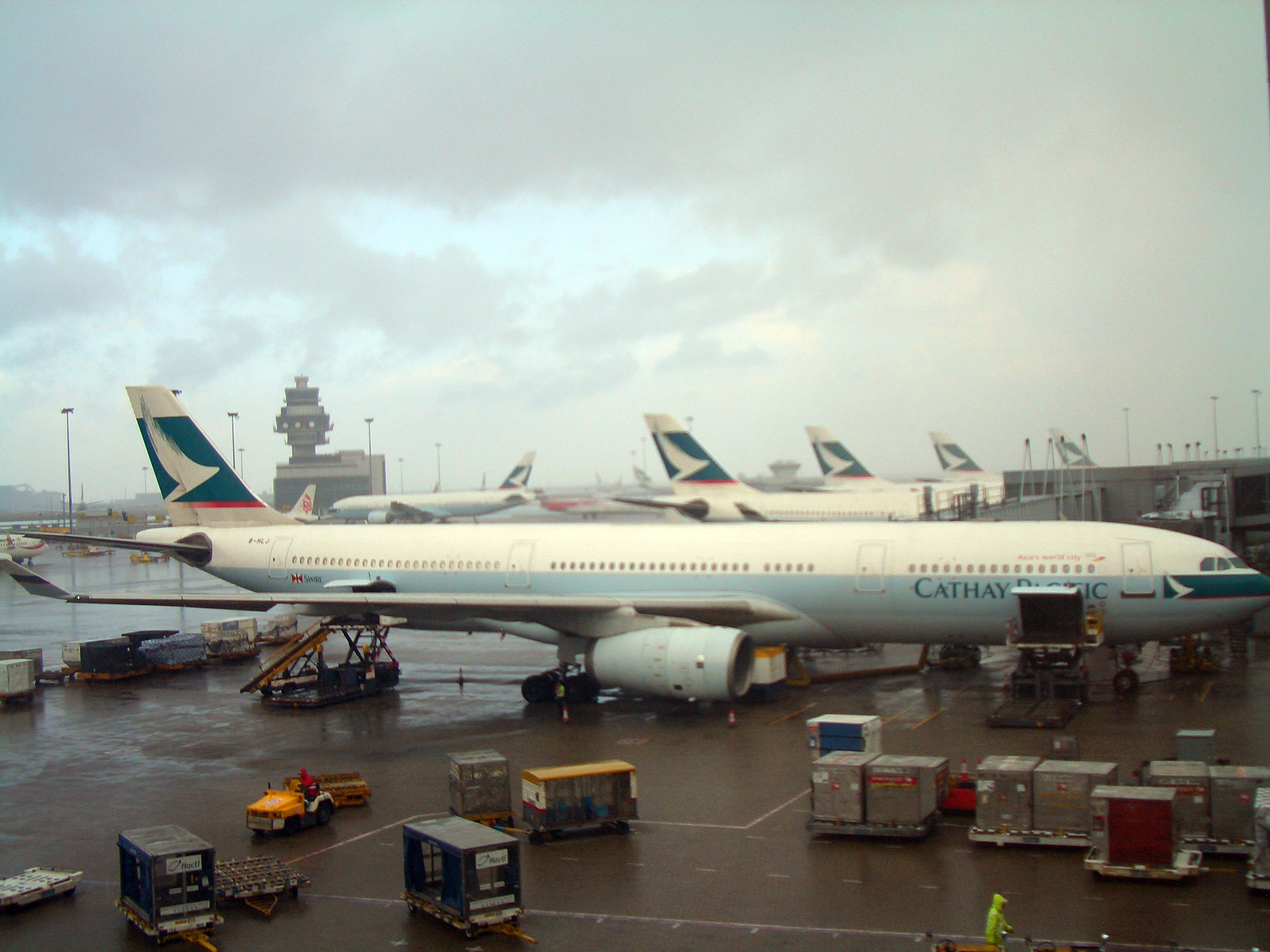
Maschinen der Cathay Pacific am Flughafen Hongkong, 2007

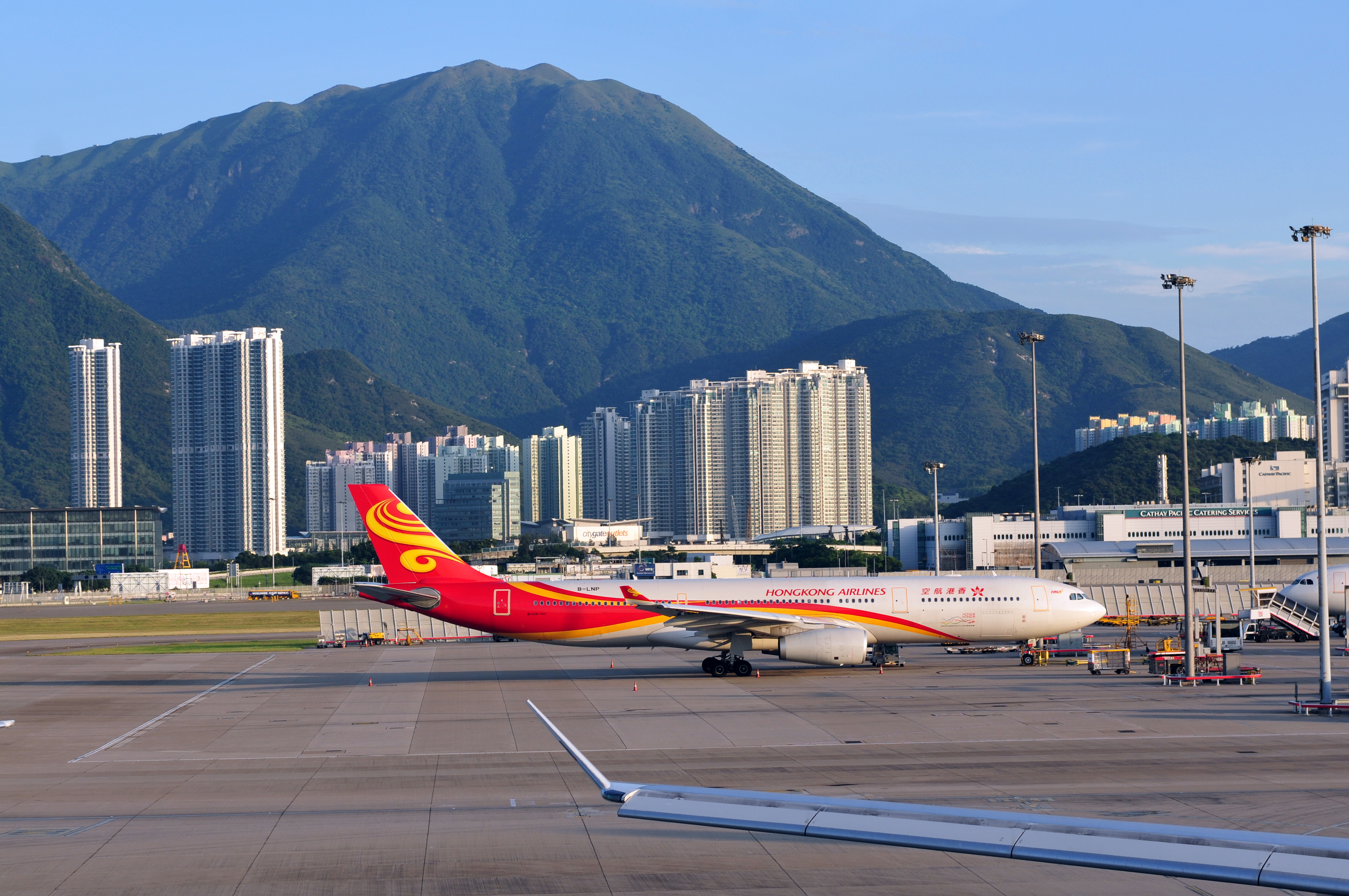
Hongkong Airlines, 2013

Hongkong ist ein Drehkreuz von Cathay Pacific, DHL Aviation, Cathay Dragon, Hong Kong Airlines, Hong Kong Express Airways und Air Hong Kong. Insgesamt fliegen über 68 Airlines den Flughafen an. Insgesamt werden über 150 Ziele (40 auf dem chinesischen Festland) in über 50 Ländern angeflogen.
Im deutschsprachigen Raum werden Frankfurt, München, Wien, Basel und Zürich, in der Schweiz außerdem Genf angeflogen (Stand Januar 2023).
Im Luftfracht-Geschäft wird Hongkong von einer Vielzahl von Frachtfluggesellschaften angeflogen.
Am Flughafen Hongkong finden täglich knapp 900 Flugbewegungen statt.

## Internationaler Vergleich
Der Flughafen Hongkong ist ein sehr bedeutender Flughafen in Asien. Die größten Konkurrenz-Flughäfen sind die Flughäfen Guangzhou und Shanghai-Pudong in China, der Flughafen Singapur, die Flughäfen Haneda und Narita in Tokio, der Flughafen Bangkok-Suvarnabhumi in Thailand und der Flughafen Incheon in Südkorea.
Der Flughafen führt Partnerschaften mit den Flughäfen Peking, Chicago und dem benachbarten Shenzhen. Beispielsweise sind die Webseiten der Flughäfen Hongkong und Shenzhen miteinander verlinkt. Beide Flughäfen werden auch mit regelmäßigen Bus- und Fährverbindungen miteinander verbunden.

## Verkehrszahlen
| Jahr | Fluggastaufkommen | Luftfracht (Tonnen) (ohne Luftpost) | Flugbewegungen (ohne Militär) | Fußnote              |
| ---- | ----------------- | ----------------------------------- | ----------------------------- | -------------------- |
| 2024 | 52.964.000        | 4.902.000                           | 363.000                       | [ 48 ]               |
| 2023 | 39.400.000        | 4.300.000                           | 276.000                       | [ 48 ]               |
| 2022 | 5.656.000         | 3.849.000                           | 139.000                       | [ 49 ] [ 50 ] [ 48 ] |
| 2021 | 1.351.000         | 5.026.000                           | 145.000                       | [ 51 ] [ 50 ] [ 48 ] |
| 2020 | 8.814.000         | 4.500.000                           | 161.000                       | [ 52 ] [ 50 ] [ 48 ] |
| 2019 | 71.500.000        | 4.800.000                           | 420.000                       | [ 53 ]               |
| 2018 | 74.672.000        | 5.121.000                           | 428.000                       | –                    |
| 2017 | 72.865.000        | 4.937.000                           | 421.000                       | –                    |
| 2016 | 70.513.000        | 4.521.000                           | 412.000                       | –                    |
| 2015 | 68.496.000        | 4.380.000                           | 406.000                       | –                    |
| 2014 | 63.343.000        | 4.376.000                           | 391.000                       | –                    |
| 2013 | 59.903.000        | 4.127.000                           | 372.000                       | –                    |
| 2012 | 56.467.000        | 4.025.000                           | 352.000                       | –                    |
| 2011 | 53.904.000        | 3.938.000                           | 334.000                       | –                    |
| 2010 | 50.923.000        | 4.126.000                           | 307.000                       | –                    |
| 2009 | 46.167.000        | 3.347.000                           | 279.000                       | –                    |
| 2008 | 48.585.000        | 3.627.000                           | 301.000                       | –                    |
| 2007 | 47.783.000        | 3.742.000                           | 295.000                       | –                    |
| 2006 | 44.443.000        | 3.580.000                           | 280.000                       | –                    |
| 2005 | 40.740.000        | 3.402.000                           | 263.500                       | –                    |
| 2004 | 37.412.000        | 3.093.900                           | 237.300                       | –                    |
| 2003 | 27.433.000        | 2.642.100                           | 187.500                       | –                    |
| 2002 | 34.313.000        | 2.478.800                           | 206.700                       | –                    |
| 2001 | 33.065.000        | 2.074.300                           | 196.800                       | –                    |
| 2000 | 33.374.000        | 2.240.600                           | 181.900                       | –                    |
| 1999 | 30.394.000        | 1.974.300                           | 167.400                       | –                    |
| 1998 | 28.631.000        | 1.628.700                           | 163.200                       | [ 54 ]               |

Quelle: Hong Kong International Airport (HKIA)

## Zwischenfälle (Auswahl)
- Am 22. August 1999 verunglückte eine McDonnell Douglas MD-11 der China Airlines (Luftfahrzeugkennzeichen B-150) mit der Flugnummer 642 bei der Landung auf dem Flughafen Hongkong. Die Maschine setzte während schweren Regenfällen und starken Windböen hart auf der Landebahn auf, wobei das rechte Triebwerk den Boden berührte, wodurch das rechte Hauptfahrwerk sowie der rechte Flügel abgerissen wurden. Die Maschine rutschte von der Landebahn, überschlug sich und ging in Flammen auf. Dabei kamen drei Insassen zu Tode.[55]

- Am 12. und 13. August 2019 musste der Flughafenbetrieb zeitweise eingestellt werden, da die Ankunftshalle und Abflughalle von Demonstranten der Proteste in Hongkong 2019 besetzt wurden.[56]

## Sonstiges
- Am Terminal 2 befindet sich die sogenannte SkyCity. In ihr befinden sich Bürokomplexe, Einzelhandel, Hotelanlagen, ein Busbahnhof, ein Messegelände, eine eigene U-Bahn-Station, das Fährterminal sowie ein Golfplatz. Außerdem befindet sich in unmittelbarer Nähe das Hong Kong Disneyland. Die Grundfläche der Terminal 1 und der SkyCity beträgt circa 140.000 m² Die Baukosten für die SkyCity betrugen rund 200 Millionen Euro.[16]
- Das automatische Personenbeförderungssystem mit drei Stationen verbindet den Terminalbereich mit den Gates und der SkyCity. Die Züge verkehren alle 1,5 Minuten mit ca. 62 km/h. Zukünftig soll noch eine vierte Station für das Fährterminal errichtet werden.[16]